# ريكاردو موديستو دا سيلفا
ريكاردو موديستو دا سيلفا (20 يناير 1979 في البرازيل – )؛ هو لاعب كرة قدم سابق كان يلعب كمهاجم.

## وصلات خارجية
- ريكاردو موديستو دا سيلفا على موقع رابطة كرة القدم اليابانية للمحترفين (اليابانية)